# Xã Center, Quận Sebastian, Arkansas
Xã Center (tiếng Anh: Center Township) là một xã thuộc quận Sebastian, tiểu bang Arkansas, Hoa Kỳ. Năm 2010, dân số của xã này là 10.762 người.